# Propaganda (Fabri Fibra)
Propaganda è un singolo del rapper italiano Fabri Fibra, pubblicato il 18 marzo 2022 come primo estratto dal decimo album in studio Caos.
Il singolo vede la partecipazione del duo Colapesce Dimartino.

## Descrizione
Il brano ha visto la partecipazione del duo Colapesce Dimartino con la produzione di Zef e Marz. Intervistato da Carlo Moretti de la Repubblica, Fabri Fibra ha raccontato il processo creativo e il significato del brano:

## Accoglienza
Silvia Danielli di Billboard Italia definisce il brano «pop», in cui «Fabri sa strappare una risata amara, [...] e per instillare un po' di sano sarcasmo sul nostro Paese e parlare di propaganda politica chiama due tra gli artisti più pungenti che ci siano in Italia al momento: Colapesce e Dimartino, che nel loro bagaglio a mano si portano sempre in giro una gran quantità di humor siculo». Claudio Cabona di Rockol scrive che si tratta di uno dei brani meglio riusciti dell'album, in quanto «capace di arrivare, portando un messaggio, a un pubblico vasto», ritrovando un contrasto tra la musica «lucente» e il testo «oscuro».
Andrea Conti de Il Fatto Quotidiano afferma che Propaganda sia «attualissimo» poiché «tocca il tema dell'illusione e della propaganda politica». Anche Rolling Stone Italia si sofferma sul lato politico del brano, in cui «l'uomo qualunque, l'impiegato interpretato dal rapper, trova in un uomo politico "finalmente qualcuno che pensa alla gente e che mi dà un lavoro". [...] Salvo poi scoprire che si tratta di promesse elettorali».

## Video musicale
Il video, reso disponibile in concomitanza con il lancio del singolo, è stato girato a Vercelli e diretto da Cosimo Alemà. Tra i luoghi principali della città le riprese sono state effettuate presso la Basilica Sant’Andrea e la Camera di Commercio.

## Classifiche

### Classifiche settimanali
| Classifica (2022) | Posizione massima |
| ----------------- | ----------------- |
| Italia            | 10                |

### Classifiche di fine anno
| Classifica (2022) | Posizione |
| ----------------- | --------- |
| Italia            | 47        |

## Riconoscimenti
- Videoclip Italia Awards
  - 2023 – Miglior videoclip rap/trap[15]